# مک‌لارن ام‌پی۴/۶
مک‌لارن ام‌پی۴/۶ (به انگلیسی: ‎McLaren MP4/6‎) یک خودروی مسابقه‌ای فرمول یک بود که توسط نیل اوتلی طراحی شد و توسط مک‌لارن اینترنشنال برای شرکت در مسابقات فرمول یک فصل ۱۹۹۱ ساخته شد. آیرتون سنا و گرهارد برگر رانندگانی بودند که در این فصل با این خودرو رانندگی کردند.
پیشرانهٔ این خودرو از نوع وی۱۲ ‎۶۰°‎ با حجم ۳۴۹۷ سی‌سی بوده و جعبه‌دندهٔ آن ۶ دنده به‌صورت دستی بود.
این خودرو مجموعاً در ۱۸ مسابقه شرکت کرد و در این مسابقات ۸ بار به پیروزی دست یافت. همچنین ۱۰ پول پوزیشن با استفاده از این خودرو کسب شد و ۵ بار نیز سریع‌ترین زمان برای طی یک دور پیست توسط این خودرو به ثبت رسید.